# الریث (آلاباما)
الریث (به انگلیسی: Elrath) یک منطقهٔ مسکونی در ایالات متحده آمریکا است که در شهرستان چروکی، آلاباما واقع شده‌است. الریث ۱۸۷٫۱۵ متر بالاتر از سطح دریا قرار دارد.